# 血之轍
《血之轍》（日语：血の轍）是由押見修造繪製的懸疑漫畫作品，於2017年2月24日在《Big Comic Superior》連載，2023年9月9日完結，單行本全17卷。故事圍繞在中學生長部靜一及其擁有過度保護慾的母親靜子展開，在某件悲劇發生之後，後者開始對她的兒子表現出更陰沉可怕的一面。
2023年5月，《血之轍》的實體與電子單行本合計銷售量突破230萬。

## 劇情簡介
主人公長部静一是一位碌碌無奇的普通中二生，儘管表面上與其母親靜子的關係很好，但後者明顯對其兒子保護過度。暑假期間，長部家和親戚一起去爬山。野餐之後，靜一與其堂兄弟三石茂一起上廁所，上完之後兩人開始探險，茂到了一處峭壁後邀請靜一到崖邊觀景。由於此前曾經被其堂兄弟嚇唬過，靜一對此表示拒絕，茂於是便半開玩笑地單腳在崖邊危立，也因此差點失足墜崖，幸得靜子及時趕到攙扶才不至於發生意外。但下一刻，靜子卻將茂推下懸崖。
茂在墜崖意外後昏迷不醒，即使意識恢復也會有半身癱瘓和記憶障礙等問題。靜一則因向警察隱瞞其母親殺人未遂的事實而陷入強烈的悔恨，同時亦對靜子做出如此謀殺行為後卻像無事發生一樣的舉措感到困惑。此後，靜一精神大受打擊，口吃情況急劇惡化，靜子的情緒也越發不穩定，對其兒子的依賴到了以往從未有的程度。某天，暗戀靜一的同班同學吹石由衣子來到長部家，並送給前者一封情書。然而與丈夫一起前往醫院的靜子卻在此時獨自返家，並在閱讀情書過後將其撕碎。由衣子在新學期問及回復戀情一事時，靜一為此止不住眼淚，只能哭著婉拒道：「因為有媽媽在」。儘管之後有接受由衣子的告白，也在女方的幫助慢慢改善口吃的問題，但在母親令人不安的過度保護下，靜一的心理與生活已經難以恢復事發前的狀態，加著被舉報謀害茂的靜子罪證不足和否認犯行被釋放，導致静一因為在法庭公然對靜子動手落得安置教管所的結果，與由衣子的戀情亦黯然告終。
事發多年，已是36歲的静一過著在食品工廠上班的獨居生活，適逢父親一郎前來探望相聚和關切生活，沒多久一郎受腸穿孔影響住院治療，表達對靜子、静一的虧欠，向靜一囑咐遺產和後事相關事宜後病故。静一遵照父親的遺願將其骨灰帶回老家安葬，在墓地偶遇已和他人結婚成家的由衣子，安頓好一切返回住所試圖尋短，意外被警方通知靜子積欠房租失去棲身處在外遊蕩，被迫出面協助她繳清積欠的房租和留意出現失憶症狀的後者生活。靜子不但失憶症狀愈發嚴重，更在某日從天橋跌落失去行動能力，接連的突發狀況令静一僅能將她接回住處照顧，最終靜子在某日逝世，静一在睡夢中宣洩了長期以來累積對母親的種種恐懼和憎惡心聲，甦醒後感慨終能從母親長期以來的束縛與負擔中解脫。
時光飛逝，長部家人事已非，最終只有遲暮之年的靜一在某個小鎮過著安穩的獨居生活，對於母親的相關記憶只剩往事，但再也無法想起母親的容貌。

## 登場人物
長部靜一
本作男主角，1981年3月19日出生，故事開始時是中二生，個性文靜內向，在學校中只有幾位關係要好的男生朋友，同時喜歡著同班的吹石，經常在課堂暗自偷看她。
在與親戚一起時因目睹表兄弟茂被母親靜子推下懸崖而精神受創，出現口吃等顯著改變，又因接受警方的盤問時包庇母親，隱瞞其罪行而深感內疚及折磨。靜子其後撕毀了吹石給予其兒子的情書，並逐漸操縱他的心理行為。儘管静一接受了吹石的告白並開始約會，但卻遭反對此事的靜子發現並威迫分手，為此離家出走，留在吹石的家中。
隨劇情進展，逐漸認清母親病態的感情，由於母親被舉報謀害茂、但因為罪證不足和靜子否認罪行被釋放，靜一在法庭受審期間被靜子的反應刺激，當場對她動手被判處安置教管所。自己則和吹石分手，與父親一郎共同生活一段時間，決定高中畢業離家自立後外出工作，也在過程中學習獨立和建立個人界線，有時候會與精神意識裡的茂進行交流，也能深入靜子的潛意識領域進行互動。多年後（36歲時）過著在食品工廠上班的獨居生活，與父親一郎再會相聚交流心聲，在父親住院時接受後者的囑託，協助料理後事和繼承父親留給他的遺產，由於父親的遺願是將骨灰安葬在老家，為此在返回老家掃墓的時候和已有家室的吹石重逢。原以為事件將要落幕準備尋短結束一切，但由於接獲警方通知靜子在外遊蕩和積欠房租被趕出租屋處的消息，察覺靜子出現失憶的症狀，用父親遺留的錢繳清靜子積欠的房租讓她能夠繼續居住。經歷颱風天母子獨處的事件、靜子發生從天橋樓梯跌落的意外事故造成失能，不得已扛起照護母親的責任。
靜子辭世的當天，靜一在睡夢裡與靜子的人格相會，坦承自己長年以來對母親害怕且憎恨的心裡，甦醒時察覺靜子的逝世，感嘆自己終於得以解脫。最終話（漫畫第153話）再度登場時已屆老年，在某個小鎮過著安穩的獨居生活，散步期間再度想起母親的事情，卻再也無法想起母親詳細的容貌。
長部靜子
本作關鍵角色，靜一的母親，故事開始時容姿亮麗，相比起其他同齡女性來說也顯得十分年輕。年輕時本名「田宮靜子」，曾夢想成為劇團演員，與一名咖啡店員交往過一段時期，在專科學校畢業後任職廣告公司，認識一郎與之交往結婚。有一名在靜一出生後、因為腦瘤逝世的妹妹悅子，曾被母親指責吸收了妹妹應有的幸福，但其實內心裡已經產生將對自己而言過於遙遠的事物除掉的想法。
稱呼靜一為「小靜」，時時刻刻都擔心著他，旁人都說其過度保護兒子。除了靜一的事情外，對其他事情都漠不關心，雖然表面上與夫家親戚的關係要好，但實際上非常厭惡他們。自從發生墜崖事件後，對兒子的控制慾愈加變本加厲，甚至出手干預靜一與吹石的戀情，成為靜一離家出走的關鍵。
靜一離家多年期間，靜一仍會在精神意識和靜子的形像相互對峙。後期因為衰老導致髮色泛白和容貌憔悴，體態也變得削瘦，積欠房租被房東逐出租屋處，甚至出現了失憶症狀在車道上遊蕩，被警方通報靜一協助安置她的住處。某日在走路通過天橋的期間，不慎從天橋樓梯跌落，被送往醫院接受治療，雖然存活但軀體失能，被靜一從醫院接至住處照顧，最終在休養一段時日後，安靜地死在住處的床鋪上，她年輕時的形像則出現在靜一的夢境裡，表達自己的感情後向他道別。
靜子過世後，原先長部家的舊址僅剩地基。漫畫最終話裡再度被年老的靜一憶起她的相關事情，但靜一已無法想起她的容貌。
長部一郎
靜一的父親，普通的上班族，品性溫和善良。老家經營會計事務所，但在就讀大學時期立志成為詩人，為了創作過著仰賴老家匯款與打工維持生計、沒有出席大學課堂的生活，因為與靜子相識約觀賞劇團表演，以此機緣交往相戀，但後來發現自己無法寫出作品，灰心之餘放棄文學夢想，耗時8年完成大學學業，回老家繼承會計事務所與靜子結婚。
在懸崖事件發生後努力維持著一家人的團結。雖然十分關心家人，但直到靜子向茂的父母坦白是她把茂推下懸崖，才意識到妻兒的不正常關係，然而即使如此也沒有順應靜子的意願與其離婚。後來與靜子分居，偕同靜一生活一段時間，因為靜一決定高中畢業後待在東京工作，對於靜一的決定感到驚訝。加著茂的父母為了茂的事件索賠8000萬日圓，四處籌錢賠給對方家庭，獨立還清所有債務。
靜一離家多年後，因為衰老導致頭髮泛白減少。故事後期親自拜訪在外獨居生活的靜一，父子倆相約聚餐，但在與靜一分離沒幾天便因為腸穿孔住院治療，向靜一表達自己對他與靜子的歉意，預先寫下遺囑交代後事與整理好自己的金錢給靜一，在遺書裡記錄著靜子的連絡方式，委託後者將自己的骨灰安葬在老家，最終因為腸穿孔延伸的併發症逝世，享壽63歲。其遺囑也成為靜一返回老家掃墓與吹石重逢的關鍵。
吹石由衣子
與靜一同屬2年1班的女同學，左眼下方有一淚痣，在少時母親外遇後便與其父親同住，但兩人關係極差，經常在父親酗酒後受到虐待。
暑假期間邀請靜一到其家中，並向他告白。兩人其後成為戀人，也因此發現了靜子的病態行為，並一直操縱著其男友的思緒，為此容許靜一暫住其家，並鼓勵他勇於表達自己的感受。但最終雙方仍以分手告終。
多年後在靜一返回老家為父親掃墓時，在墓地與靜一重逢，已經和他人結婚且育有兩名女兒，雖然在女兒面前表現出對靜一生疏的態度，但在臨走前仍認出了靜一的身份。靜子過世後，偕同丈夫重遊結婚前居住的地點，感慨當地的人事物變化（長部家的住宅原址已被拆除，僅剩地基），在睡夢中看見年歲增長的靜一在某個小鎮安詳生活的模樣。
三石茂
靜一的表兄弟，與其同年代出生，個性活潑、有話直說，與靜一關係要好，喜歡開他的玩笑，幾乎每週都會和其母親一起拜訪長部家，與靜一一起玩電子遊戲。
在遠足旅行時被靜子推下懸崖，儘管倖免於難卻難逃陷入昏迷，即使甦醒過後仍有失憶和半身不遂等症狀，需進行康復治療，但在認出其舅媽時有表露出明顯的恐慌，令人覺得此次事件不如靜子和靜一所說的單純失足般簡單。故事中經常出現在靜一的精神意識與之對話，後期出現在靜一的夢境裡，向後者道別。
茂的母親
靜一父親的姐姐，和其兒子一樣有著善於交際的性格，經常抱怨靜子對靜一保護過度。後期與丈夫為了茂的事件向長部索取8000萬日圓的賠償。
三石完治
茂的父親，體態肥胖，在茂墜崖時帶救援隊到達事故現場。後期與妻子為了茂的事件向長部索取8000萬日圓的賠償。

## 出版書籍
《血之轍》是由押見修造繪製並從2017年2月14日開始在小學館的少年漫畫雜誌《Big Comic Superior》上連載的懸疑漫畫。根據押見的說法，該作的書名取自鲍勃·迪伦的專輯《血淚交織》，其英文版便與其同名，但專輯本身對作品的風格無甚影響。《血之轍》的日文單行本由小學館代理出版，並在2017年9月8日發行第1卷。截至2023年1月30日，該作已有15卷單行本。
在2019年7月，Vertical宣布他們已取得《血之轍》在北美的英文版發行許可，並在隔年2月25日公開發售第1卷單行本。2020年7月，Kodansha Comics USA宣佈將在同年8月開始出版《血之轍》的漫畫電子書。
| 冊數 | 小學館         | 小學館                 | 東立出版社     | 東立出版社             |
| 冊數 | 發售日期       | ISBN                   | 發售日期       | ISBN                   |
| ---- | -------------- | ---------------------- | -------------- | ---------------------- |
| 1    | 2017年9月8日   | ISBN 978-4-09-189623-0 | 2018年10月22日 | ISBN 978-9-57-261483-9 |
| 2    | 2017年12月27日 | ISBN 978-4-09-189706-0 | 2019年11月1日  | ISBN 978-9-57-261484-6 |
| 3    | 2018年4月27日  | ISBN 978-4-09-189863-0 | 2020年3月5日   | ISBN 978-9-57-261485-3 |
| 4    | 2018年9月28日  | ISBN 978-4-09-860081-6 | 2020年5月7日   | ISBN 978-9-57-262106-6 |
| 5    | 2019年2月28日  | ISBN 978-4-09-860229-2 | 2021年4月15日  | ISBN 978-9-57-262992-5 |
| 6    | 2019年8月30日  | ISBN 978-4-09-860386-2 | 2021年12月6日  | ISBN 978-9-57-267699-8 |
| 7    | 2019年12月26日 | ISBN 978-4-09-860535-4 | 2023年3月27日  | ISBN 978-9-57-267700-1 |
| 8    | 2020年4月27日  | ISBN 978-4-09-860601-6 | 2023年7月21日  | ISBN 978-957-26-9132-8 |
| 9    | 2020年8月28日  | ISBN 978-4-09-860701-3 | 2024年11月15日 | ISBN 978-626-02-0602-4 |
| 10   | 2021年1月29日  | ISBN 978-4-09-860791-4 | 2025年5月19日  | ISBN 978-626-02-1064-9 |
| 11   | 2021年6月30日  | ISBN 978-4-09-861053-2 |                |                        |
| 12   | 2021年11月30日 | ISBN 978-4-09-861148-5 |                |                        |
| 13   | 2021年11月30日 | ISBN 978-4-09-861148-5 |                |                        |
| 14   | 2022年9月30日  | ISBN 978-4-09-861418-9 |                |                        |
| 15   | 2023年1月30日  | ISBN 978-4-09-861570-4 |                |                        |
| 16   | 2023年5月30日  | ISBN 978-4-09-861713-5 |                |                        |
| 17   | 2023年9月28日  | ISBN 978-4-09-862525-3 |                |                        |

## 反應
2020年5月，《血之轍》的發行量超過100萬；並在隔年6月和2022年9月進一步突破至150萬和200萬。該漫畫在《這本漫畫真厲害！》的2018年二十大男性向漫畫中排名第9，並在同年大眾票選TSUTAYA漫畫大賞下一部突破部門第9位。《血之轍》在2022年也獲得第68屆小學館漫畫獎青年一般部門，以及美國漫畫界重要獎項哈維獎的最佳漫畫提名，隔年《血之轍》的第11卷單行本甚至獲得了安古蘭國際漫畫節的最佳系列獎。
Anime UK News的伊恩·沃爾夫（Ian Wolf）稱讚《血之轍》的故事情節和押見修造的畫風，並特別點出該作有著不少「富含細節並有時令人不寒如慄的角色特寫」及「美輪美奐的荒野風景畫」。談到作品的英文標題時，他評論道若要以歌曲起名，平克·弗洛伊德的《迷墙》會較《血淚交織》要來得合適，原因在於前者有著關於「旁白與其專橫的母親存在矛盾」的歌曲。沃爾夫最後總結道：「到目前為止，《血之轍》的劇情令人膽戰心驚，且看押見之後會將故事帶往何方有趣之境」。法國《世界報》的波莉娜·克羅凱（Pauline Croquet）形容該作品的前三部單行本都十分出色，又指出受到楳圖一雄啟發的押見十分善於運用陰影、恐懼與扭曲角色臉容等近距離特寫。她還補充道正因為押見在其青春期與母親相處困難，才能呈現出《血之轍》這一部為慌亂不安的思想服務的傑作，以及箇中母子之間的有毒關係。